# Noctua gredleri
Noctua gredleri är en fjärilsart som beskrevs av Hartig 1924. Noctua gredleri ingår i släktet Noctua och familjen nattflyn. Inga underarter finns listade i Catalogue of Life.